# 佐洛堡
佐洛堡（匈牙利語：Zalavár）是匈牙利佐洛州所辖的一个村，位于巴拉顿湖西南9公里处。总面积31.06平方公里，总人口932，人口密度30.0人/平方公里（2010年1月1日）。